# Trapa incisa
Trapa incisa är en fackelblomsväxtart som beskrevs av Sieb. och Zucc.. Trapa incisa ingår i släktet sjönötter, och familjen fackelblomsväxter. Utöver nominatformen finns också underarten T. i. maximowiczii.

## Bildgalleri

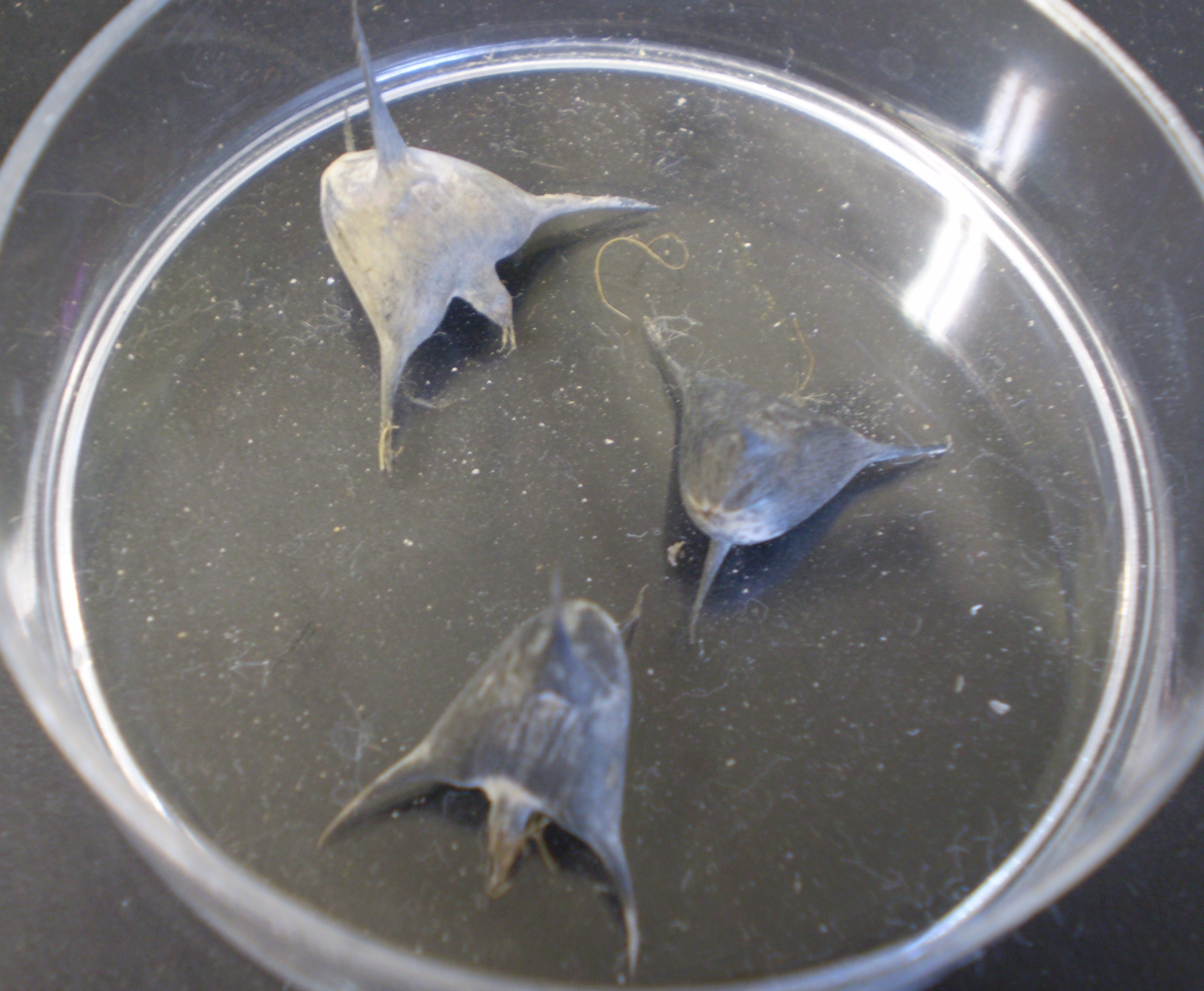